# Malmgreniella berkeleyorum
Malmgreniella berkeleyorum är en ringmaskart som beskrevs av Pettibone 1993. Malmgreniella berkeleyorum ingår i släktet Malmgreniella och familjen Polynoidae. Inga underarter finns listade i Catalogue of Life.